# عادل قورة
المستشار عادل قورة واحد من كبار وشيوخ القضاء في مصر، طوال عمله بالقضاء اشتهر بالحياد والنزاهة والوطنية والموضوعية حتي تولي منصب رئيس مجلس القضاء الأعلى ورئيس محكمة النقض. تولى رئاسة لجنة تقصي الحقائق لثورة 25 يناير في عهد وزارة الفريق أحمد شفيق. مرشح لوزارة العدل في وزارة عصام شرف.